# Glasvegas (album)
Glasvegas è l'album di debutto del gruppo alternative rock scozzese Glasvegas, pubblicato nel Regno Unito l'8 settembre 2008 dalla Columbia Records. L'album è stato prodotto dal cantante del gruppo James Allan, da Rich Costey (dei Muse e Franz Ferdinand). L'album ha venduto 56000 copie nella sua prima settimana di pubblicazione, ed ha raggiunto la seconda posizione degli album più venduti nel Regno Unito. L'album è stato nominato come "migliore album internazionale" per i premi svedesi Rockbjörnen awards del 2008.

## Tracce
Tutte le canzoni sono state scritte da James Allan salvo dove indicato. Flowers & Football Tops contiene elementi del brano You Are My Sunshine di Mitchell/Davis.
1. Flowers & Football Tops – 6:57
2. Geraldine – 3:45
3. It's My Own Cheating Heart That Makes Me Cry – 4:25
4. Lonesome Swan – 2:43
5. Go Square Go! – 3:27
6. Polmont on My Mind – 3:52
7. Daddy's Gone – 4:24
8. Stabbed – 2:22
9. S.A.D. Light – 4:01
10. Ice Cream Van – 5:56

Bonus tracks - Edizione UK
1. The Prettiest Thing on Saltcoats Beach – 6:24
2. Everybody's Got to Learn Sometime (The Korgis) – 4:53

Bonus tracks - Edizione Giappone
1. The Prettiest Thing on Saltcoats Beach – 6:24
2. A Little Thing Called 'Fear' – 3:43

### Edizione limitata
L'album è stato anche pubblicato nel Regno Unito in una edizione limitata contenente un DVD, in cui è contenuta una esibizione del gruppo al The ABC a Glasgow il 20 giugno 2008, oltre che video musicali e interviste.
1. Flowers & Football Tops (Live a Glasgow) – 5:55
2. It's My Own Cheating Heart That Makes Me Cry (Live a Glasgow) – 4:11
3. Geraldine (Live a Glasgow) – 3:24
4. Go Square Go (Live a Glasgow) – 3:17
5. Daddy's Gone (Live a Glasgow) – 4:27
6. Flowers & Football Tops (Live a Glasgow) – 3:51
7. Geraldine (video) – 4:06
8. Daddy's Gone (video) – 4:25
9. (Intervista a James and Caroline) – 6:38